# Swertia shintenensis
Swertia shintenensis là một loài thực vật có hoa trong họ Long đởm. Loài này được Hayata miêu tả khoa học đầu tiên năm 1916.